# Tourrette-Levens
Tourrette-Levens (in italiano Torretta Levenzo, ormai desueto) è un comune francese di 4 770 abitanti situato nel dipartimento delle Alpi Marittime della regione della Provenza-Alpi-Costa Azzurra.

## Geografia fisica
Tourrette-Levens è a una decina di chilometri a nord di Nizza, sulla strada dipartimentale RD19. Il centro del paese è costruito su uno sperone roccioso.
Comunica con la vallata del Paillon attraverso il colle di Châteauneuf.

## Storia

### Preistoria
La "Baume Périgaud" è una grotta che si trova nel luogo detto la Colle de Revel. L'ingresso della grotta, che sembra essere stata utilizzata durante l'epoca medievale o moderna come cava di sabbia, forma un riparo roccioso.
Gli scavi d'inizio Novecento hanno riconsegnato un gran numero di ceramiche modellate, così come un focolare, che sembrano rinviare al Neolitico, e sembra trattarsi di un riparo di pastori.

### Antichità
Le tracce di occupazioni antiche sono numerose sul territorio del comune.
Si sono recentemente identificati i resti di un insediamento rurale nel quartiere dei Barri presso la Condamine di Tourrette-Levens. Dei blocchi di pietra tagliati rinvenuti sul sito archeologico indicano la produzione di olio o di vino.
Il sito più spettacolare si trova intorno al Rocher de la Colle de Revel. Mentre lavorava la sua vigna, un abitante del luogo vi ha scoperto una lapide commemorativa e una tomba romana.
Una tradizione locale infondata vuole che un tempio romano sia esistito fino alla fine del VI secolo, e la leggenda, anch'essa non verificata, dice che fu distrutto, con i resti di un agglomerato antico, dai Longobardi.

### Modernità
Nel XII secolo, un castello è costruito sulla presunta antica postazione del tempio: conta sei torri, tre rotonde e tre quadrate, dalle quali è possibile sorvegliare più in basso tutti i dintorni sottostanti.
Il primo signore si chiama Raimondo Chabaud, ed ottiene il suo feudo di Torretta nel 1175, che resterà alla sua famiglia fino al 1684. È sempre nel XII secolo che è costruita la parte più antica del villaggio attuale, ed in particolare la cappella dei Penitenti Bianchi, che ha la caratteristica di possedere una delle due torri triangolari della Contea di Nizza.
Per cinque secoli, la famiglia Chabaud terrà dunque le redini della comunità di Torretta Levenzo, cercando di preservare il feudo contro lo spezzettamento fra eredi. Una delle strategie sarà quella di inviare i cadetti negli "Ordini", ed in particolare nell'ordine degli Ospitalieri, divenuto più tardi ordine di Malta, che conterà numerosi membri della famiglia Chabaud.
Un vescovo di Nizza, Bernardo II di Torretta, è anche uno Chabaud ed occupa la sede episcopale nizzarda dal 1291 al 1304. Nel 1671, la signoria di Torretta è elevata al rango di contea dal duca Carlo Emanuele II di Savoia. Ma poco dopo, nel 1684, Onorato di Chabaud, muore senza un erede diretto.
La famiglia Chabaud non è però estinta altrettanto, e si perpetua fino ai nostri giorni, sotto il patronimo di "Chabot", conti di "Souville", omonimo senza rapporto con la casata Chabot originaria del Poitou. Il feudo viene trasmesso alla nipote di Onorato IV Chabaud, Maria Anna Peyrani, che si allea con vincolo matrimoniale alla famiglia Canubio di Cuneo.
Torretta diviene possedimento dei Canubio, che però la perdono allo scoppiare della Rivoluzione francese, fatto che non impedisce tuttavia ai Canubio di continuare a portare in Italia, dove attualmente vivono, il titolo di "Conti di Torretta". Nel 1829, gli eredi Canubio vendono il castello ad un notaio di Torretta, ed il comune lo riacquista nel 1992 e vi apre un museo di entomologia l'anno seguente.

## Toponomastica
Il villaggio ha portato molti nomi nel volgere dei secoli: Castrum de Turrettis, Castrum Turritarum, Oppidum Turretarum, Castrum Turritae, Castrum Turritae de Chabaudorum, dove si ritrova il nome dei signori di Chabaud, Torretas ed infine Tourrette, dopo l'annessione della contea di Nizza alla Francia nel 1860.
Al fine di distinguerlo dalle altre due "Tourrette" del dipartimento delle Alpi Marittime ed evitare confusioni, il paese è stato nominato Tourrette-de-Nice, dopo la creazione del dipartimento, e poi Tourrette-Levens.

## Società

### Evoluzione demografica
Abitanti censiti